# Aventicum

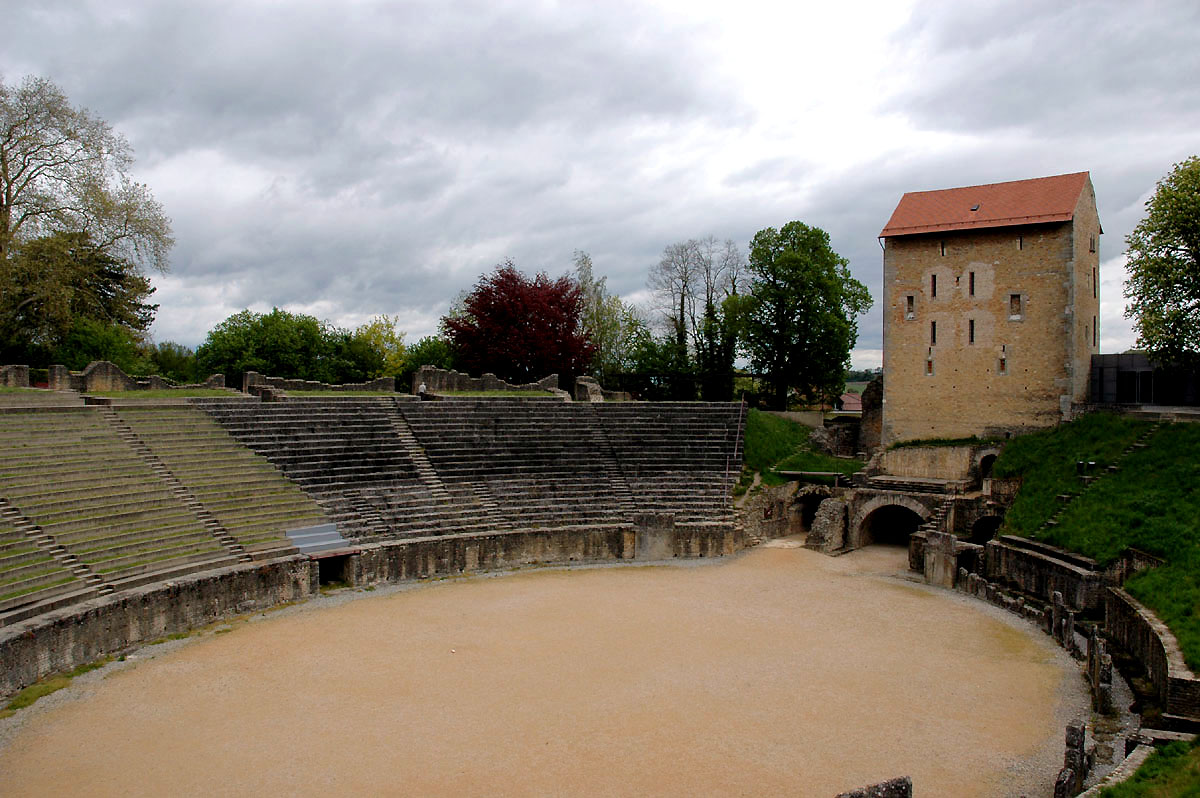
Amphitheater

Aventicum war der Hauptort der römischen Civitas Helvetiorum im Schweizer Mittelland und politisches, religiöses und wirtschaftliches Zentrum der Helvetier. Die römische Stadt befand sich an der Stelle des heutigen Avenches. Aventicum war zu seiner Blütezeit im 1. bis 3. Jahrhundert nach Christus die grösste Stadt auf Schweizer Boden und zählte zeitweise mehr als 20'000 Einwohner. Fundstücke von den zahlreichen Ausgrabungen können im Musée Romain im Turm über dem Haupteingang des Amphitheaters besichtigt werden.

## Lage
Aventicum lag am Südrand der Broye-Ebene, südlich des Murtensees auf rund 445 m ü. M. an der römischen Heeresstrasse, welche vom Genfersee respektive vom Grossen Sankt Bernhard durch das Schweizer Mittelland nach Vindonissa oder nach Augusta Raurica führte. Die Stadt befand sich leicht erhöht, damit sie nicht von den häufigen Überschwemmungen der Broye heimgesucht wurde. Sie nahm einen Grossteil der weiten, nach Nordwesten offenen Geländemulde zwischen dem Stadthügel des heutigen Avenches und den östlich angrenzenden Molassehochflächen von Donatyre ein.

## Geschichte

### Die Anfänge
Die Ursprünge des Ortes gehen auf ein von den Helvetiern im 1. Jahrhundert vor Christus gegründetes Oppidum zurück, das bis heute nicht genau lokalisiert werden konnte. Bis anhin vermutete man diese Siedlung auf dem Waldhügel Bois de Châtel rund 2 km südlich von Avenches. Es gibt auch einige Quellen, die das Oppidum auf dem heutigen Stadthügel – also wesentlich näher bei der römischen Stadt – ansiedeln.
Auch die eigentliche Gründung von Aventicum konnte bisher nicht genau datiert werden. Verschiedene Quellen legen sie auf die Zeit wenige Jahre nach Christi Geburt. Bei En Chaplix wurde jedoch kürzlich ein Grabmal gefunden, das auf das Jahr 15 vor Christus datiert wird, weshalb die Gründung der Stadt eventuell fast zwei Jahrzehnte vor der Zeitenwende erfolgt sein könnte. Dieses Datum weist auf den Augusteischen Alpenfeldzug unter Tiberius und Drusus 16/15 v. Christus hin.
Der Name Aventicum ist von der helvetischen Quellgöttin Aventia abgeleitet. Die Siedlung entwickelte sich allmählich zum Zentrum der Helvetier, die das Schweizer Mittelland zwischen dem Genfersee und dem Bodensee bewohnten. Die Civitas der Helvetier war damals Teil der Provinz Gallia Belgica. Nicht gesichert ist auch der damalige Name der Stadt; sie könnte Forum Tiberii geheissen haben. Belege für die grosse Bedeutung der Stadt bereits in der Frühzeit und ihre starken Beziehungen zur Reichshauptstadt sind unter anderem zahlreiche Relikte von lebensgrossen und überlebensgrossen Marmorbildnissen des Julisch-Claudischen Kaiserhauses aus stadtrömischer Produktion, die im Forumsbereich und im religiösen Bezirk am westlichen Stadtrand gefunden wurden. Aus der Zeit bis 69 nach Christus ist nur wenig über die Stadt bekannt.

### Der Helvetieraufstand 69 n. Christus
Unter der römischen Herrschaft nach Besetzung des Alpenvorlandes bestand die Selbstverwaltung der Helvetier weiter. Die Volksgemeinde (civitas) war weiter in vier Teilstämme (pagi) aufgeteilt. Die civitas regelte das Steuerwesen autonom und stellte eine Miliz, die für den Grenzschutz und Aufrechterhaltung der inneren Sicherheit zuständig war.
Die helvetische Autonomie endete im Verlauf der Ereignisse nach dem Tod Neros 68 n. Chr. Die Helvetier unterstützten den neuen Kaiser Galba und kamen deshalb in Konflikt mit den römischen Truppen auf ihrem Gebiet, denn diese unterstützten den Feldherrn Vitellius, der ebenfalls nach dem Kaisertum strebte. Als Galba in Rom ermordet und an seiner Stelle Otho als Kaiser aufgestellt worden war, bereiteten sich die römischen Legionen in Germanien auf einen Zug nach Rom vor, um ihren Kandidaten auf den Thron zu bringen. In diesem Zusammenhang kam es zu einem bewaffneten Zusammenstoss zwischen helvetischen Gruppen und der Legio XXI Rapax aus Vindonissa (Windisch). Als Reaktion liess der römische Feldherr Caecina, der mit dem obergermanischen Heer nach Helvetien gelangt war, hart durchgreifen. Die helvetischen Siedlungen im Aargau wurden geplündert und zerstört. Da die Helvetier Widerstand leisteten, wurden Tausende von ihnen umgebracht oder unter Kriegsrecht als Sklaven verkauft. Schliesslich besetzten die römischen Truppen Aventicum, womit der Aufstand endete. Inwieweit die Stadt dabei zerstört wurde, ist umstritten. Aventicum wurde anschliessend in eine römische Kolonie umgewandelt. Die 21. Legion in Vindonissa wurde nach den Ausschreitungen von der Legio XI Claudia abgelöst.

### Blütezeit

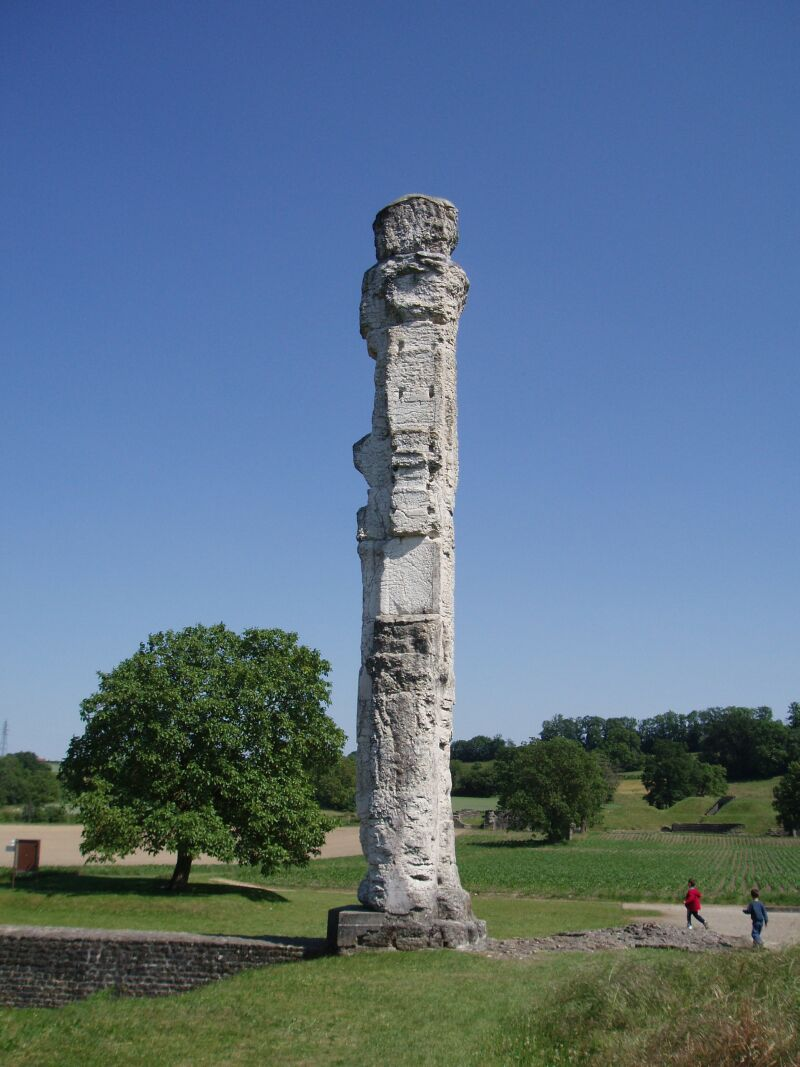
Überreste des Cigognier-Tempels

Die Blütezeit begann um 70 nach Christus, als Kaiser Vespasian, der vermutlich einen Teil seiner Jugendzeit in der Stadt verbracht hatte, Aventicum in den Rang einer Kolonie römischen Rechts erhob. Laut einer Inschrift auf einem im 17. Jahrhundert gefundenen Stein wird davon ausgegangen, dass die Stadt damals den Namen Colonia Pia Flavia Constans Emerita Helvetiorum Foederata getragen hat; es ist jedoch nicht ganz ausgeschlossen, dass die Inschrift eine Fälschung sein könnte.
Unter den Römern wurde Aventicum von zwei Magistraten (Duoviri), zwei Ädilen und zwei Präfekten regiert. Die Duoviri übten dabei einerseits das Amt des Priesters, andererseits aber auch das Amt des Stadtvorstehers und Richters aus. Um 89 nach Christus wurde Aventicum in die Provinz Germania superior eingegliedert. In diese Zeit fällt auch eine rege Bautätigkeit. Die Stadt wurde mit einer grossen Ringmauer umgeben und neben den Wohn- und Gewerbehäusern entstanden grosse Repräsentationsbauten, darunter das Amphitheater, das römische Theater sowie die Tempelanlagen Granges-des-Dîmes und Cigognier. Ihr Wasser bezog die Stadt aus Brunnen und von einem Aquädukt, der Quellwasser von der Arbogne nach Aventicum leitete.
Aventicum wuchs rasch zu einem bedeutenden politischen, administrativen, religiösen und wirtschaftlichen Zentrum heran. Die Stadt zählte über 20'000 Einwohner und war damit mehr als vier Mal so einwohnerstark wie das heutige Avenches. Vermutlich seit dem Beginn des 3. Jahrhunderts war die Stadt auch Sitz eines Bischofs. Zwei frühchristliche Kirchen, Saint-Martin und Saint-Symphorien, sind belegt, deren Überreste erst im Spätmittelalter vollends abgetragen wurden. Daneben gab es wahrscheinlich noch zwei weitere Kirchen.

### Der Niedergang

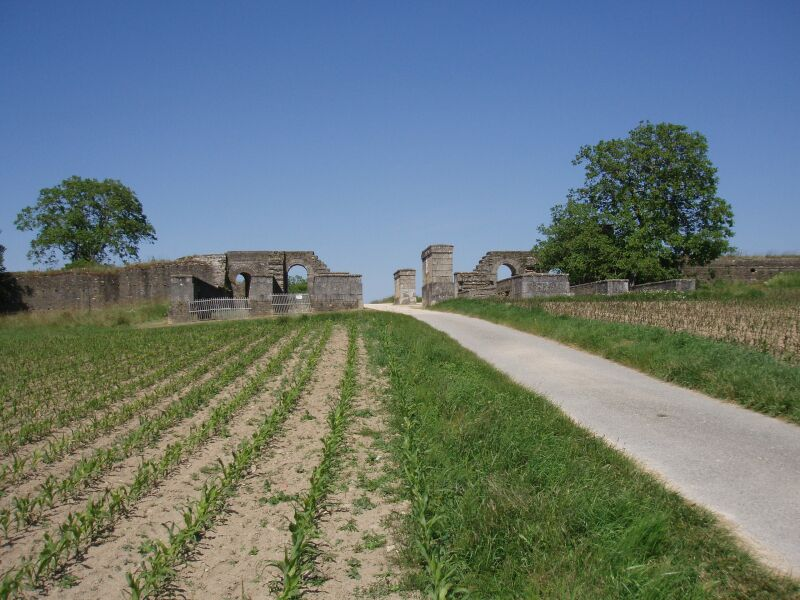
Osttor von Aventicum

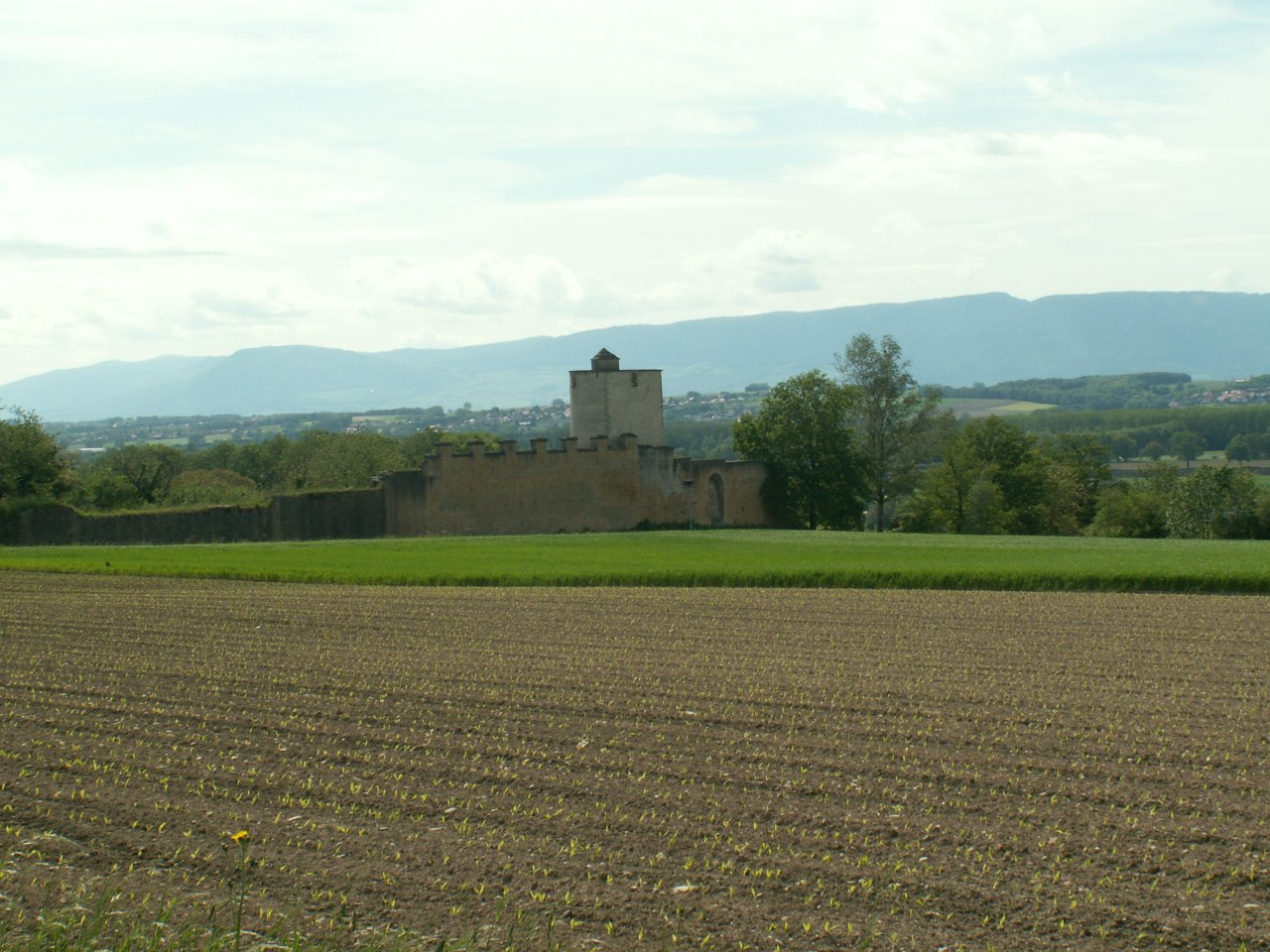
Umfassungsmauer beim Osttor von Aventicum

Mit den ersten Einfällen der Alamannen in den Jahren 259 und 260 (Limesfall) begann der langsame Niedergang von Aventicum. Die Zerstörungen waren aber vermutlich nicht so gross wie bisher stets angenommen, und die Stadt wurde grösstenteils wiederaufgebaut. Gemäss Münzfunden hatte sie auch im 4. Jahrhundert noch eine wichtige Bedeutung. Zur Sicherung der Stadt wurde auf dem Bois de Châtel ein Kastell gebaut.
Ein zweiter Einfall der Alamannen im Jahr 354 führte zu einer weitgehenden Zerstörung der Römerstadt. Die restlichen Bewohner suchten in der Folge auf dem Hügel Zuflucht, wo sich das heutige Städtchen befindet. Eine neue befestigte Siedlung wurde im 5. Jahrhundert wieder auf dem Gelände der römischen Stadt gegründet. Aventicum blieb auch während dieser unruhigen Zeiten und der andauernden Bedrohung durch die Alamannen Bischofssitz.
Der endgültige Niedergang folgte erst in der zweiten Hälfte des 6. Jahrhunderts, als Bischof Marius seinen Sitz nach Lausanne verlegte. Aventicum sank zur Bedeutungslosigkeit ab und verlor seinen Status als Hauptort, da es nun im Grenzgebiet zwischen dem Burgunderreich und dem Reich der Alemannen lag. Über die nachfolgende Zeit schweigen sich die Geschichtsbücher aus. Wahrscheinlich war die Siedlung dauerhaft bewohnt. Die Überreste von Aventicum dienten fortan als Steinbruch. Erst mit der Neugründung von Avenches im 11. Jahrhundert und der Verlegung der Siedlung auf den Stadthügel begann eine neue Zeit der Prosperität.

### Die „Wiederentdeckung“ von Aventicum

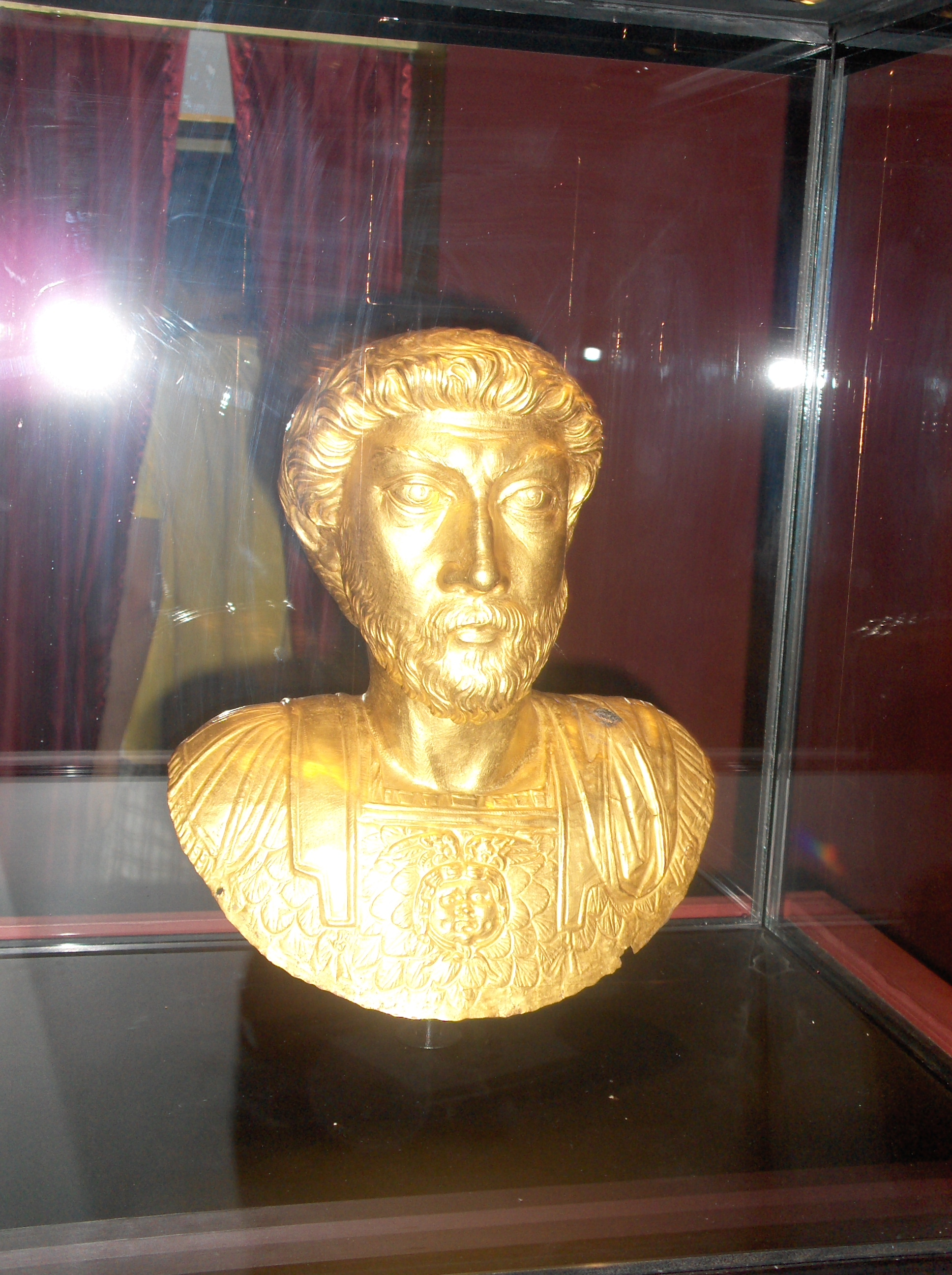
Die Goldbüste des Mark Aurel

Während des Mittelalters geriet die einstige Bedeutung von Aventicum in Vergessenheit. Was noch an Steinen vorhanden war, wurde für den Bau von Kirchen und Häusern in der näheren Umgebung verwendet. Erst im 16. Jahrhundert wurde man durch Funde von lateinischen Inschriften wieder auf die Vergangenheit aufmerksam. Weitere Funde führten zu den ersten gezielten Ausgrabungen in den Jahren 1783–86. Ein erstes Museum mit den Fundgegenständen wurde 1824 eröffnet. Dieses ging 1838 in den Besitz des Kantons Waadt über und wurde in den ehemaligen Bischofsturm aus dem 11. Jahrhundert beim Amphitheater verlegt.
Mit der Leitung und Förderung der zahlreichen Ausgrabungen seit dem Ende des 19. Jahrhunderts wurde der 1885 gegründete Verein Pro Aventico (heute eine Stiftung) beauftragt. Bemerkenswert ist der Fund einer Goldbüste des Mark Aurel (gefunden 1939, Höhe 33,5 cm, Gewicht 1587 g) in der Kanalisation am Fuss des Cigognier-Tempels. Sie wurde dort wahrscheinlich vor den plündernden Alamannen verborgen. Zu den weiteren wichtigen Funden zählen der Kopf einer Minervastatue (Akrolith), zahlreiche Fragmente von Statuen des julisch-claudischen Kaiserhauses sowie mehr als 100 bislang gefundene Mosaiken.

## Stadtgrundriss und Stadtgestalt

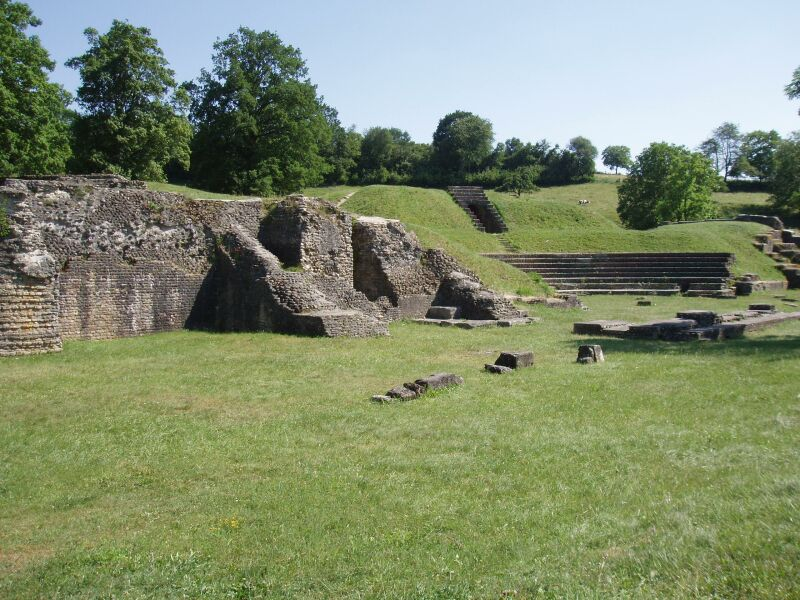
Römisches Theater

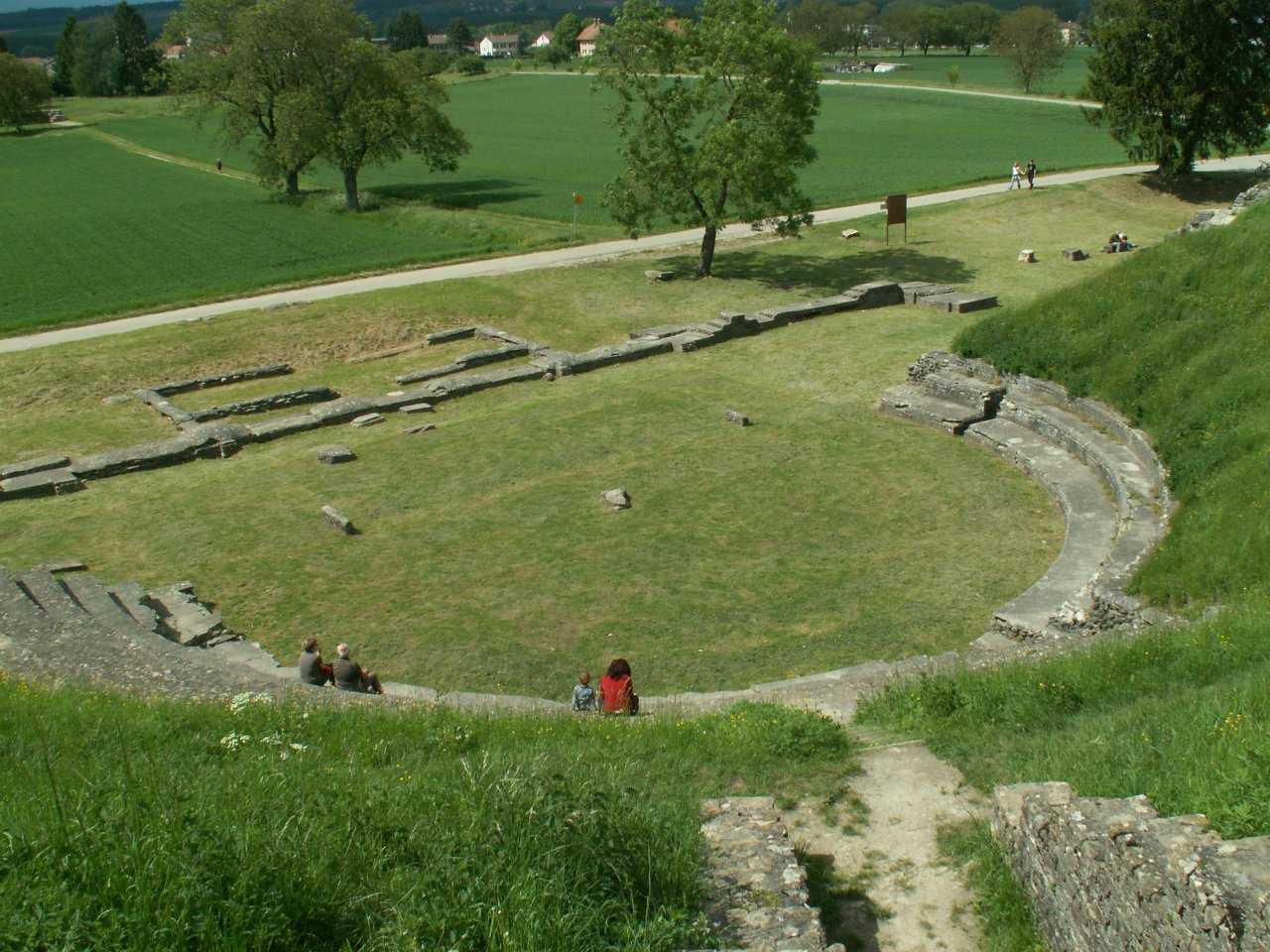
Römisches Theater

Zur Zeit des Kaisers Vespasian wurde Aventicum mit einer grossen Ringmauer und einem davorliegenden Graben umgeben. Die Mauer war 5,2 km lang, mit den Zinnen rund 7 m hoch und am Fuss über 2 m mächtig. Sie wurde mit 73 Türmen verstärkt und besass zwei Haupttore an der römischen Heerstrasse im Westen und im Osten sowie weitere Tore im Nordosten, im Norden und im Süden. Die Ringmauer umfasste eine Fläche von rund 2 km², von der jedoch selbst zur Blütezeit von Aventicum höchstens ein Viertel überbaut war. Der Verlauf der Ringmauer (im Süden und Osten auf dem Plateau von Donatyre, im Norden in der Broyeebene und im Westen ausserhalb des heutigen Stadthügels) ist heute noch an verschiedenen Orten erkennbar.
Die eigentliche Stadt wurde im typischen schachbrettartigen Grundriss angelegt, wobei die Hauptstrasse eine Breite von 9 m aufwies; auch die zentrale Nord-Süd-Achse hatte eine ähnliche Breite. Durch das Strassensystem wurde Aventicum in 48, möglicherweise sogar 60 sogenannte insulae (Wohnquartiere) mit einer Ausdehnung von 70 × 110 m aufgeteilt, doch dehnte sich die Besiedlung weit über diese schachbrettförmige Kernzone hinaus aus. Am Schnittpunkt der beiden Hauptachsen befand sich das Forum, daneben die Forumsthermen und südlich des Platzes die Basilika und die Kurie. Westlich der Nord-Süd-Achse und an den erhöhten Lagen wurden die Villen der reicheren Bürger gebaut. Die handwerklichen Quartiere, vor allem diejenigen Betriebe, welche die Stadt durch Lärm und Gestank beeinträchtigten (Töpfer, Ziegler, Gerber, Glasbläser, Schmiede, Giesser), sind eher im nördlichen und nordöstlichen Stadtteil anzusiedeln.
Besonders hervorzuheben ist ein als "Palais de Derrière la Tour" bezeichneter Gebäudekomplex, der am nordwestlichen Rand des Insularasters errichtet wurde. Auf einer Fläche von 2 bis 3 Hektaren erstreckte sich eine dreiteilige Anlage, die aus einem Wirtschaftsteil (u. a. mit einem tresorartigen Gebäude) sowie aus zwei Wohn-/Repräsentationsbereichen mit Badetrakt bestand. Sie waren untereinander jeweils über Portiken und Höfe verbunden. Der am westlichen Rand der Anlage liegende Haupttrakt der Anlage (Aussenabmessungen 115 × 87 m) bestand aus einem von Portiken gerahmten Peristyl, an das sich auf drei Seiten Gebäudefluchten anschlossen, während die vierte Seite in der Mitte ein Sommertriclinium mit Mosaik aufwies. Dem Triclinium gegenüber, auf der anderen Hofseite, lag in der Mitte des Haupttraktes ein Repräsentationssaal, der mit einem bereits im 18. Jh. entdeckten, heute nicht mehr erhaltenen figürlichen Mosaik (Fläche: 19x12m!) geschmückt war, dessen Mitte von einem achteckigen Brunnen eingenommen wurde. Zu den wichtigsten Funden aus dieser aussergewöhnlichen Anlage zählen die Reste einer römischen Wasserorgel (Hydraulis), eines mit Bronzebeschlägen verzierten Bettes sowie das berühmte Relief der Romulus und Remus säugenden Wölfin (Altfund).
Im Südwesten der antiken Stadt befanden sich die grossen Repräsentationsbauten. Dazu gehörte der Tempel Granges-des-Dîmes, der im frühen 2. Jahrhundert an der Stelle eines noch in keltischer Tradition gehaltenen Heiligtums errichtet wurde. Er stand auf einem Podium mit Freitreppe und einer von einem Säulenportikus umgebenen cella (Kern des Heiligtums) und wurde im frühen Mittelalter in eine Kirche umgewandelt.
Nahebei befand sich die monumentale Tempelanlage Cigognier, ebenfalls auf einem Podium und mit einem grossen Vorhof ausgestattet, der auf drei Seiten von Kolonnaden umgeben war. Der Tempel war vermutlich Jupiter und anderen (einheimischen) Gottheiten geweiht. Auf den Cigognier-Tempel war das etwa 140 m weiter im Südosten stehende römische Theater ausgerichtet, das Platz für ungefähr 8'000-10'000 Zuschauer bot.
Etwas abgesetzt von der Stadt am Osthang des Hügels von Avenches wurde Ende des 1. Jahrhunderts das Amphitheater erbaut. Nach einer Vergrösserung zu Beginn des 2. Jahrhunderts hatte es mit 33 Rängen ein Fassungsvermögen von 14'000 bis 16'000 Personen. Der Haupteingang im Osten (an der Stelle des heutigen Turms) war mit einer monumentalen Fassade mit drei Bögen bestückt.
Aventicum besass auch zwei Hafenanlagen, mit denen die Stadt Verbindung über den Neuenburger- und den Bielersee nach Nordosten zur Aare und damit zum Rhein hatte. Der eine Hafen lag am Südufer des Murtensees, der andere nur wenig nördlich der Stadt am Ende eines Kanals, der ebenfalls zum See führte. Diese Anlagen lassen den Schluss zu, dass Aventicum ein bedeutendes Umschlagszentrum im Warenhandel war. Im Nordosten vor der Stadt befanden sich die Grabmäler, darunter auch mehrere monumentale Mausoleen im Gebiet von En Chaplix.

## Überreste des ehemaligen Aventicum
Neben den im römischen Museum beim Amphitheater ausgestellten Ausgrabungsgegenständen können im Freiland eine Reihe weiterer bedeutender Anlagen besucht werden:
- Das Amphitheater am östlichen Ausgang der Altstadt von Avenches. Es ist das am besten erhaltene Amphitheater in der Schweiz und wurde seit 1986 umfassend restauriert. 1995 bis 2020 wurden darin alljährlich im Sommer die Opernfestspiele von Avenches abgehalten.
- Das römische Theater (Théâtre romain) am Fuss des Hügelzugs, am Südrand des ehemaligen Aventicum
- Überreste der Tempelanlage Cigognier, so benannt wegen der einzigen noch stehenden, 12 Meter hohen Säule, die früher ein Storchennest trug (von französisch cigogne = Storch)
- Überreste der Thermen
- Überreste des Kapitols
- Überreste der ehemaligen Umfassungsmauer auf der Höhe zwischen Avenches und Villarepos mit dem wiederhergestellten Turm Tornallaz und dem Osttor
- Mit Mauersteinen des ehemaligen Aventicum wurde im 11. Jahrhundert die Kirche von Donatyre erbaut.
- Avenches (Münzstätte)